# Majesty of the Seas
Majesty of the Seas (Величие морей) — крупнотонажное круизное судно, построенное во Франции на верфи Chantiers de l'Atlantique в городе Сен-Назер для компании «Royal Caribbean International». Сдано в эксплуатацию в 1992 году. Крёстной матерью судна является королева Норвегии Соня (Queen Sonja of Norway).

## История судна
Закладка киля под заводским номером B30 состоялась 6 декабря 1988 г. на французской верфи Chantiers de l'Atlantique, спуск на воду — 29 августа 1991 г. Протокол приёмки со стороны Royal Caribbean Cruises Ltd., (Oslo, Norge) был подписан 27 марта 1992 г.
Первый рейс состоялся 26 апреля 1992 г.. Majesty of the Seas используется в 7-дневных круизах, который включает в себя два еженедельных рейса. Круиз на четыре ночи выполняется каждый понедельник, с отправлением из порта Майами, с заходами в Нассау, Коко-Кей (остров, собственность «Royal Caribbean») и «Кей Вест». Круиз на три ночи выполняется каждые выходные, с отправлением из порта Нассау в порт Коко-Кей.

## Характеристики
Судно принадлежит к типу Sovereign of the Seas — первому поколению круизных «суперлайнеров», изначально спроектированному и построенному для исключительно для морских круизов. При ширине 32м является первым круизным «панамаксом», оно способно принять на борт до 2744 пассажиров, которые размещаются в двухместных каютах. Majesty of the Seas оборудована специально для круизов продолжительностью одну неделю, поэтому основное внимание уделено центрам развлечений и активного отдыха.